# Škoda 14TrSF
Škoda 14TrSF – zmodernizowana eksportowa odmiana czechosłowackiego trolejbusu Škoda 14Tr. Trolejbusy tego typu, wytwarzane w latach 1998–2003, przeznaczone były dla miasta San Francisco w amerykańskim stanie Kalifornia.

## Konstrukcja
W ostrovskim zakładzie Škoda wyprodukowano ramę pojazdu, natomiast montaż końcowy przeprowadzono w firmie ETI Baltimore w Stanach Zjednoczonych. Wyżej wspomniana firma została założona przez Škodę i przedsiębiorstwo AAI Baltimore w celu wykonania montażu końcowego trolejbusów przeznaczonych na rynek amerykański. Produkcja seryjna trolejbusów 14TrSF trwała od roku 2000.
Konstrukcja 14TrSF wywodzi się z klasycznego trolejbusu 14Tr. Zmieniono wygląd ścian czołowych, zmodyfikowano wnętrze (w przedniej części trolejbusu siedzenia umieszczono równolegle do kierunku jazdy, w tylnej prostopadle), zamontowano inny typ wyposażenia elektrycznego. Do wnętrza pojazdu prowadzi dwoje dwuskrzydłowych, składanych drzwi, umieszczonych z prawej strony nadwozia.

## Prototypy
Powstały łącznie trzy prototypy trolejbusu 14TrSF. W 1998 r. powstał pierwszy prototyp, który jako jedyny został wyprodukowany w całości w Ostrovie. Początkowo przeprowadzono jego testy u producenta, a następnie odstawiono. W 2004 r. w dalszym ciągu znajdował się on na terenie ostrovskich zakładów Škoda.

## Dostawy
W latach 1998–2003 wyprodukowano łącznie 241 trolejbusów typu 14TrSF.
| Państwo           | Miasto         | Lata dostaw    | Liczba | Numery taborowe | Uwagi    | Rok wycofania z eksploatacji |             |
| ----------------- | -------------- | -------------- | ------ | --------------- | -------- | ---------------------------- | ----------- |
| Czechy            | Škoda Ostrov   | 1998           | 1      | —               | prototyp |                              | [ 3 ]       |
| Stany Zjednoczone | San Francisco  | 2001–2004      | 240    | 5401–5640       |          | 2019                         | [ 5 ] [ 6 ] |
| Łączna liczba:    | Łączna liczba: | Łączna liczba: | 241    |                 |          |                              |             |

Większość trolejbusów Škoda 14TrSF wycofano w 2016 roku (w tym samym roku wycofano wszystkie trolejbusy przegubowe Škoda 15TrSF) i w 2017 roku. Latem 2019 roku przewoźnik nadal posiadał 46 pojazdów typu Škoda 14TrSF, z których regularnie wysyłano tylko dziesięć pojazdów. Planowano całą serię wycofać w lutym 2020 roku, ale z powodu udanej dostawy nowych trolejbusów marki New Flyer Xcelsior XT40 oraz z powodu problemów z bateriami, ostatnie 46 sztuk wycofano z początkiem września 2019 roku.